# Mendelssohn (Berliner Familie)
Die Familie Mendelssohn ist eine deutsche Gelehrten-, Bankiers- und Künstlerfamilie, die auf den Philosophen Moses Mendelssohn zurückgeht.

## Familiengeschichte

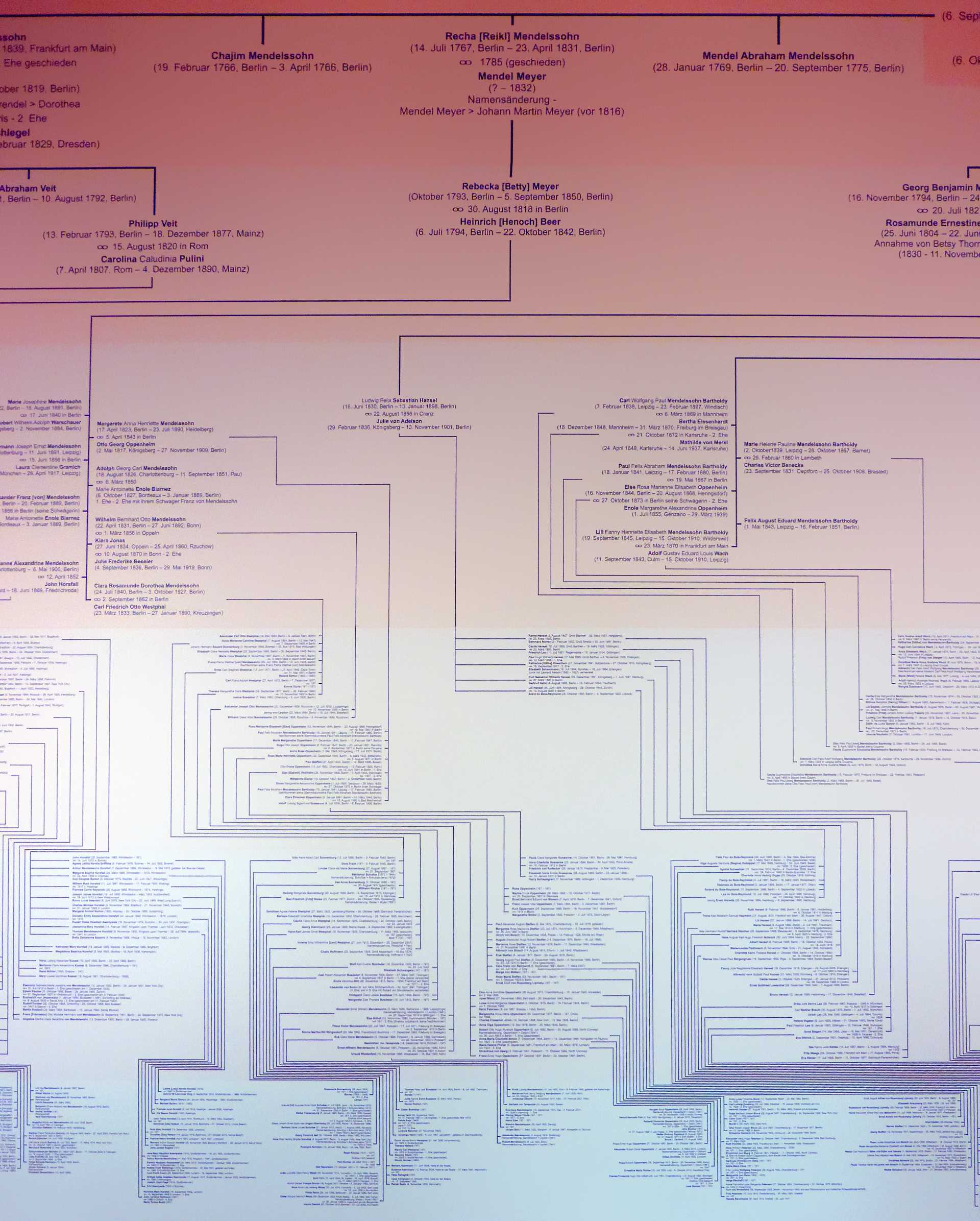
Ausschnitt aus dem Stammbaum Moses Mendelssohns an der Wand der Dauerausstellung über die Mendelssohn-Familie in der ehemaligen Kapelle auf dem Dreifaltigkeitskirchhof I in Berlin-Kreuzberg

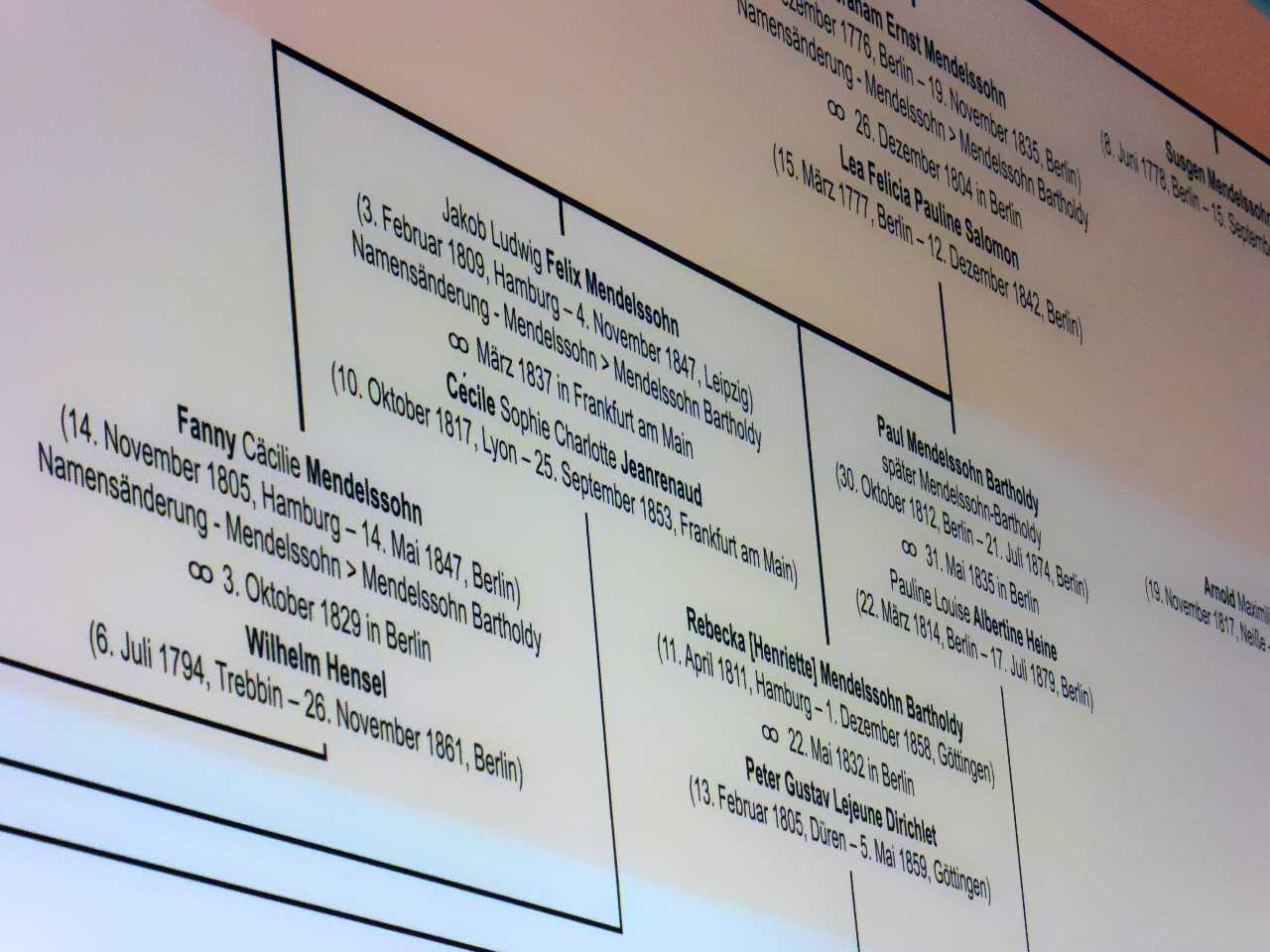
Ausschnitt aus dem Stammbaum der Mendelssohn-Familie mit den Kindern von Abraham Mendelssohn Bartholdy an der Wand der Dauerausstellung in der ehemaligen Kapelle auf dem Dreifaltigkeitskirchhof I in Berlin-Kreuzberg

Der Name Mendelssohn ist ein Patronym, das von Mendel Heymann, dem Vater von Moses Mendelssohn, abgeleitet ist. Über Generationen hinweg blieben die Nachkommen der beiden Brüder Joseph Mendelssohn und Abraham Mendelssohn Bartholdy (→Familienzweig Mendelssohn Bartholdy) durch die gemeinsame Leitung des Bankhauses Mendelssohn verbunden. Das Familienbewusstsein kommt zudem in zahlreichen Verwandtenehen und der schon 1879 von Sebastian Hensel, einem Urenkel Moses Mendelssohns, herausgegebenen Familienchronik zum Ausdruck. Das geistige und künstlerische Erbe der Familie wird von der Mendelssohn-Gesellschaft in Berlin-Mitte gepflegt. Die Gesellschaft hat am 3. November 2013 in einer ehemaligen Kapelle auf dem Dreifaltigkeitsfriedhof in Berlin-Kreuzberg eine Dauerausstellung zur Geschichte der Mendelssohn-Familie eröffnet. Auf den Friedhöfen vor dem Halleschen Tor sind 28 Mitglieder der Familie bestattet.
Vier von sechs Kindern Moses Mendelssohns traten aus verschiedenen Gründen zum Christentum über, andere Nachkommen folgten in späteren Generationen. Durch diese frühe Konversion wurden die Mendelssohn-Nachkommen zur Zeit des Nationalsozialismus teilweise nicht mehr als Juden eingestuft und blieben vom Holocaust, oft aber nicht von Verfolgung und Diskriminierung verschont. Das Verhältnis der christlichen Familienmitglieder zum Judentum ist verschieden: Beteiligt sich Felix Mendelssohn Bartholdy bei jüdischen Freunden an den Sabbatfeiern, nennt sein Vater Abraham die religiösen Riten des Judentums, keine sieben Jahre nach seiner Taufe, „verdorben und zweckwidrig“. Abrahams Schwester Dorothea schließlich, erst zum Protestantismus, später aus Überzeugung zum Katholizismus übergetreten, sorgt sich um das Seelenheil ihrer protestantischen und jüdischen Verwandten. Eine ähnliche Position wird später der evangelische Kirchenmusiker Arnold Mendelssohn vertreten, der sich die allgemeine Taufe aller Juden und eine darauf folgende völlige Assimilation wünscht.
Meist bedingt durch das von den meisten Mitgliedern der Familie vertretene Streben nach Assimilation, wurde auch der Familienname mehrmals geändert: So nahm Abraham für sich und seine Familie nach der Taufe 1822 den zusätzlichen Nachnamen Bartholdy an, den auch sein Schwager Jakob Ludwig Salomon, in Bezug auf eine mit der Familie verbundene Meierei, mit seinem Übertritt zum Christentum angenommen hatte, und er reagierte mit Ablehnung, als sein Sohn Felix seiner Ansicht nach diesen Zweitnamen zugunsten des wesentlich glanzvolleren Mendelssohn zurückstellte. Leicht geändert wurde der Name auch durch die Adelung dreier Familienzweige, der von Mendelssohns, der von Mendelssohn-Bartholdys und der von Mendelssohn Bartholdys (ohne Bindestrich). Die Adelung des Bankiers Otto von Mendelssohn Bartholdy 1906 rief den Widerspruch seines Cousins, des Politikwissenschaftlers Albrecht Mendelssohn Bartholdy, hervor, der einen jüdischen Nachnamen, besonders das zu ehrende „Mendelssohn“, mit einem Adelsprädikat für unvereinbar hielt.
Nicht jeder, der den Nachnamen „Mendelssohn“ oder Varianten von ihm trägt, muss mit der hier behandelten Familie etwas zu tun haben: Da Moses Mendelssohn aufgrund seiner Rolle um die jüdische Aufklärung sehr bekannt war und ist, wurde der Name gerne von verschiedenen Juden angenommen. Zum anderen gibt es die Familie Mendelssohn aus Jever. Aus dieser gingen gleichfalls mehrere bekannte Persönlichkeiten hervor.

## Stammliste
1. Mendel Heymann (1683–1766), Gemeindeschreiber in Dessau; Ehefrau: Bela Rachel Wahl (1683–1756)[3]

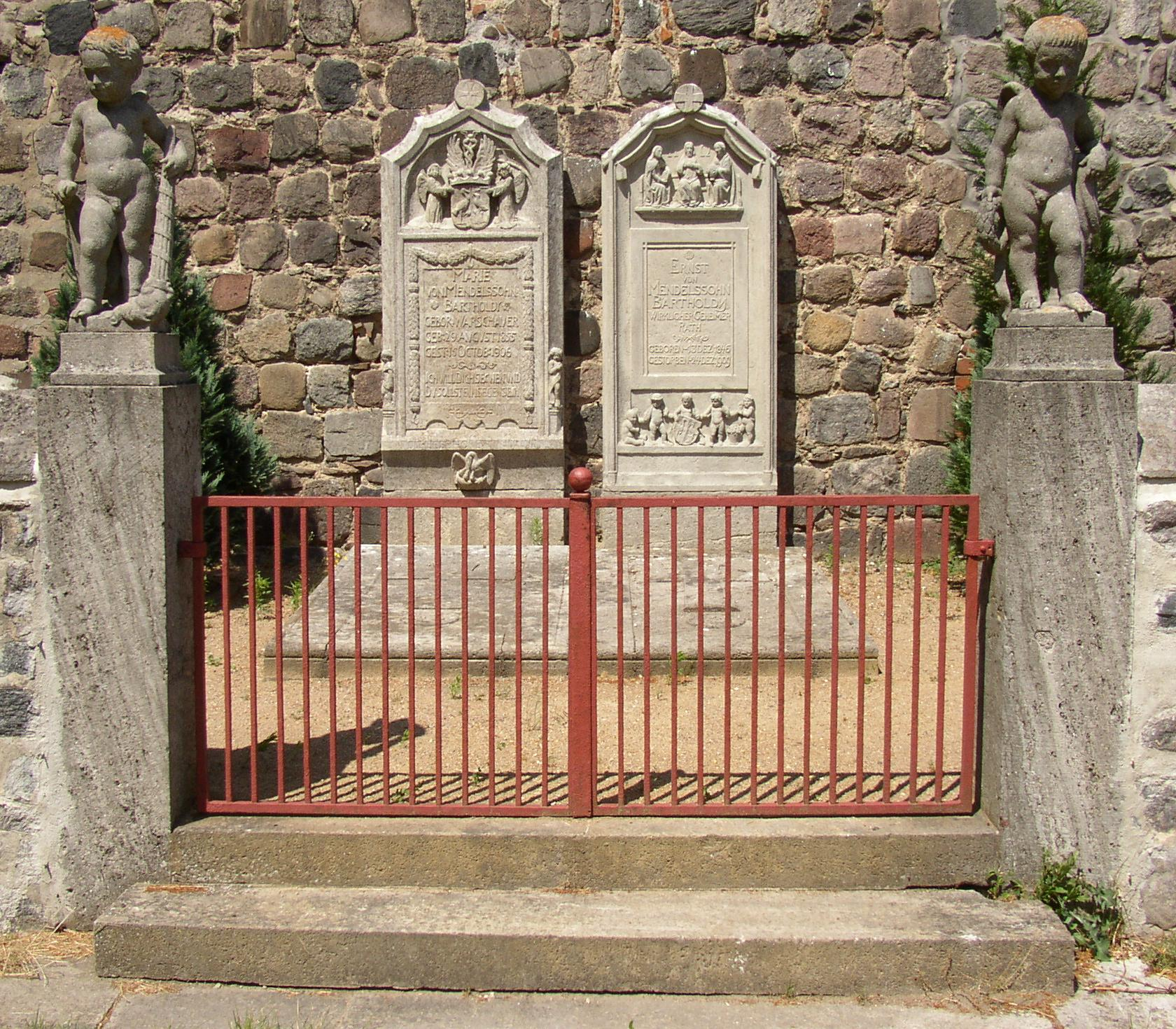
Gräber von Marie (1855–1906) und Ernst von Mendelssohn-Bartholdy (1846–1909) in Börnicke

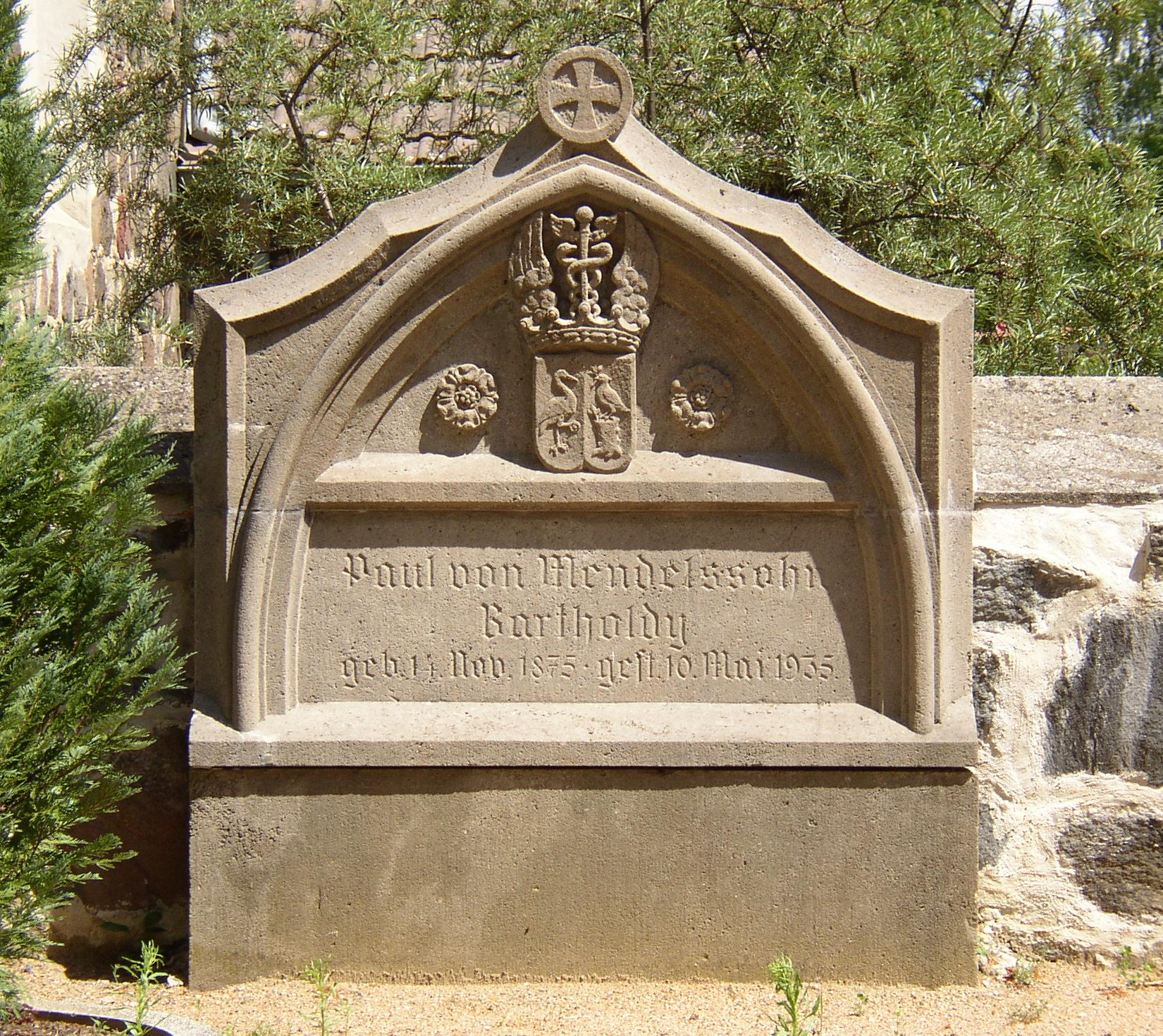
Grab des Paul von Mendelssohn-Bartholdy (1875–1935) in Börnicke

  1. Moses Mendelssohn (1729–1786), deutscher Philosoph; Ehefrau: Fromet Gugenheim (1737–1812)
    1. Sarah Mendelssohn (1763–1764)
    2. Dorothea Schlegel (eigentlich Brendel Mendelssohn) (1764–1839), Schriftstellerin; 1. Ehemann: Simon Veit (1754–1819), Bankier; 2. Ehemann: Friedrich Schlegel (1772–1829), Philosoph
      1. Johannes Veit (1790–1854), Maler; Ehefrau: Flora Ries
      2. Philipp Veit (1793–1877), Maler; Ehefrau: Carolina Pullini (1807–1890)

    3. Haim Mendelssohn (* 1766), jung verstorben
    4. Recha Mendelssohn (1767–1831); Ehemann: Mendel Meyer
      1. Rebecca „Betty“ Meyer (1793–1850), Ehemann: Heinrich Beer (1794–1842), Bruder von Giacomo Meyerbeer
        1. Anton Ludwig Beer (1821–1831)

    5. Mendel Abraham Mendelssohn (1769–1775)
    6. Joseph Mendelssohn (1770–1848), Bankier; Ehefrau: Henriette Meyer (1776–1862)
      1. Georg Benjamin Mendelssohn (1794–1874), Geograph; Ehefrau: Rosamunde Richter (1804–1883)
      2. Alexander Mendelssohn (1798–1871), Bankier; Ehefrau: Marianne Seeligmann (1799–1880)
        1. Marie Warschauer, geb. Mendelssohn (1822–1891); Ehemann: Robert Warschauer senior (1816–1884), Bankier
          1. Anna Passini, geb. Warschauer (1841–1866); Ehemann: Ludwig Passini (1832–1903), Maler
            1. Marie von Herrmann, geb. Passini (1865–1954); Ehemann: Paul von Herrmann (1857–1921), Jurist

          2. Marie von Mendelssohn-Bartholdy, geb. Warschauer (1855–1906); Ehemann: Ernst von Mendelssohn-Bartholdy (1846–1909), Bankier
          3. Robert Warschauer junior (1860–1918), Bankier; 1. Ehefrau: Katharina Eckert (1864–1900); 2. Ehefrau: Adèle Thévoz (1877–1941)
            1. Maria Fuld, geb. Warschauer (1891–1948); Ehemann: Edgar Fuld
            2. Alice Woods, geb. Warschauer (1906–2002); Ehemann: Bill Woods
            3. Marguerite Solmssen, geb. Warschauer (1906–1999); Ehemann: Kurt Arthur Solmssen (1905–1989), Bankangestellter, Sohn des Bankdirektors Arthur Salomonsohn
              1. Arthur Solmssen (1928–2018), Jurist und Schriftsteller
                1. Peter Y. Solmssen (* 1955), Manager

            4. Robert Warschauer III., ab 1938 Thevoz (1911–1982), Historiker

        2. Margarethe Oppenheim, geb. Mendelssohn (1823–1890); Ehemann: Otto Georg Oppenheim (1817–1909), Jurist
          1. Else Mendelssohn Bartholdy, geb. Oppenheim (1844–1868); Ehemann: Paul Mendelssohn Bartholdy der Ältere (1841–1880), Chemiker
          2. Hugo Oppenheim (1847–1921), Bankier; Ehefrau: Anna Oppenheim, geb. Oppenheim (1849–1931)
            1. Else Block, geb. Oppenheim (1873–1945); Ehemann: Josef Block (1863–1943), Maler
              1. Anna Luise Jones, geb. Block (1896–1982), Publizistin; 2. Ehemann: Heinrich Hauser (1901–1955), Schriftsteller; 3. Ehemann: Alfred Winslow Jones (1900–1989), Finanzpublizist

          3. Rosa Steffen, geb. Oppenheim (1849–1933); Ehemann: Paul Steffen (1834–1896), Offizier
          4. Franz Oppenheim (1852–1929), Chemiker; Ehefrau: Elsbeth Wollheim (1858–1904)
            1. Martha von Simson, geb. Oppenheim (1882–1971); Ehemann: Ernst von Simson (1876–1941), Jurist, Staatsbeamter, Unternehmer
              1. Vita Petersen, geb. Viktoria von Simson (1915–2011); Ehemann: Gustav Petersen (1911–2002), Kaufmann

          5. Enole Mendelssohn Bartholdy, geb. Oppenheim (1855–1939); Ehemann: Paul Mendelssohn Bartholdy der Ältere (1841–1880), Chemiker – siehe unten
          6. Clara Gusserow, geb. Oppenheim (1861–1944); Ehemann: Adolf Gusserow (1836–1906), Mediziner

        3. Hermann Mendelssohn (1824–1891), Verlagsbuchhändler in Leipzig; Ehefrau: Laura Gramich
        4. Adolph Mendelssohn (1826–1851), Bankier; Ehefrau: Enole Biarnez (1827–1889)
        5. Franz von Mendelssohn (1829–1889), Bankier; Ehefrau: Enole Mendelssohn, geb. Biarnez (1827–1889)
          1. Robert von Mendelssohn d. Ä. (1857–1917), Bankier; Ehefrau: Giulietta Gordigiani, Pianistin
            1. Eleonora von Mendelssohn (1900–1951), Schauspielerin
            2. Francesco von Mendelssohn (1901–1972), Cellist, Theaterregisseur
            3. Angelica von Mendelssohn (1902–1920)

          2. Franz von Mendelssohn (1865–1935), Bankier; Ehefrau: Marie Westphal (1867–1957), Enkelin Alexander Mendelssohns
            1. Lilli Bohnke geb. von Mendelssohn (1897–1928), Violinistin; Ehemann: Emil Bohnke (Bratschist, Komponist)
              1. Robert-Alexander Bohnke (1927–2004), Pianist

            2. Robert von Mendelssohn d. J. (1902–1996), Bankier

        6. Wilhelm Mendelssohn (1831–1892), Landwirt; 1. Ehefrau: Klara Jonas; 2. Ehefrau: Julie Beseler
          1. Alexander Mendelssohn (1856–1935), Jurist; Ehefrau: Jenny von Leyden (1864–1944), Tochter Ernst von Leydens
            1. Alexander Mendelssohn, ab 1941 Leyden (1886–1968), Kinderarzt; Ehefrau: Else Althof (1886–1959)
            2. Franz Mendelssohn (1887–1971), Marinebaurat, Diplomat; Ehefrau: Elly Wingendorf (1892–1962)
            3. Eva Mendelssohn (1888–1966); Ehemann: Max von Tenspolde (* 1874), Ingenieur
            4. Ernst Mendelssohn, ab 1941 Leyden (1891–1980), Bankangestellter; Ehefrau: Ursula Weidenfeld (1896–1993)

          2. Wilhelm Mendelssohn (1858–1859)

        7. Alexandrine Horsfall, geb. Mendelssohn (1833–1900); Ehemann: John Horsfall (1818–1869)
          1. Joseph Mendelssohn Horsfall (* 1853); Ehefrau: Sophie Skinner
            1. John Mendelssohn Horsfall (* 1883); Ehefrau: Letitia Neville-Griffith
            2. Arthur Mendelssohn Horsfall (* 1884)
            3. Margaret Mendelssohn Horsfall (* 1886); Ehemann: Guy Douglas-Barton
            4. William Mark Horsfall (* 1887); Ehefrau: Frances Carrie Naysmith
            5. Joseph James Horsfall (* 1888); Ehefrau: Roma Valentini
            6. Charles Michael Horsfall (* 1889); Ehefrau: Margaret Norton
              1. Bernard Horsfall (1930–2013), Schauspieler

            7. Dorothy Mendelssohn Horsfall (* 1892); Ehemann: Robert Keenlyside
            8. Josephine Mendelssohn Horsfall (* 1897)
            9. Thomas Mendelssohn Horsfall (* 1900)

          2. Thomas Mendelssohn Horsfall (1855–1933); 1. Ehefrau: Magdalene King; 2. Ehefrau: Sonia von Schapiro
          3. Alexander John Mendelssohn Horsfall (1856–1934)
          4. James Mendelssohn Horsfall († 1897)
          5. Mary Horsfall (1863–1923); Ehemann: Herman Kossel
          6. Charles Horsfall (* 1865)

        8. Clara Westphal, geb. Mendelssohn (1840–1927); Ehemann: Carl Westphal (1833–1890), Psychiater
          1. Alexander Westphal (1863–1941), Neurologe
          2. Anna Sonnenburg, geb. Westphal (1864–1943); Ehemann: Eduard Sonnenburg (1848–1915), Mediziner
            1. Hedwig Weiss, geb. Sonnenburg (1889–1975), Schriftstellerin; Ehemann: Fritz Weiss (1877–1955), Diplomat, Familienname seit 1951 Wyss
              1. Jutta Wyss (1914–1969)
              2. Alice Wyss (1916–2002)
              3. Dieter Wyss (1923–1994)

          3. Marie von Mendelssohn, geb. Westphal (1867–1957); Ehemann: Franz von Mendelssohn (1865–1935), Bankier
          4. Ernst Westphal (1871–1949), Richter; Ehefrau: Helene Simon (1880–1965), Tochter des Kaufmanns und Mäzens der Berliner Museen James Simon
            1. Dorothee Westphal (1902–1968), Kunsthistorikerin
            2. Leni Yahil, geb. Helene Westphal (1912–2007), Historikerin

    7. Henriette Maria Mendelssohn (1775–1831), Pädagogin
    8. Abraham Mendelssohn Bartholdy (1776–1835), Bankier; Ehefrau Lea Salomon (1777–1842)
      1. Fanny Hensel, geb. Mendelssohn Bartholdy (1805–1847), Komponistin; Ehemann: Wilhelm Hensel (1794–1861), Maler
        1. Sebastian Hensel (1830–1898), Landwirt und Unternehmer; Ehefrau: Julie von Adelson (1836–1901)
          1. Fanny Roemer, geb. Hensel (1857–1891); Ehemann: Bernhard Roemer (1852–1891), Bildhauer
            1. Ilse Weege, geb. Roemer (1887–1954), Bildhauerin; Ehemann: Fritz Weege (1880–1945), Archäologe
            2. Eva Roemer (1889–1977), Malerin

          2. Cécile Leo, geb. Hensel (1858–1928), Kunsthandwerkerin; Ehemann: Friedrich Leo (1851–1914), Altphilologe
            1. Erika Brecht, geb. Leo (1887–1949); Ehemann: Walther Brecht
            2. Ulrich Leo (1890–1964); Ehefrau: Helen Vageler
            3. Paul Leo (1893–1958); 1. Ehefrau: Anna Siegert (1898–1931); 2. Ehefrau: Eva Dittrich (1901–1998)
              1. Anna Leo (* 1931)
              2. Christopher Leo (* 1941)
                1. Deborah Leo (* 1974)
                2. Sarah Leo (* 1977)
                3. Miriam Leo (* 1979)
                4. Gabrielle Leo (* 1986)
                5. Rachel Leo (* 1989)
                6. Ariel Leo (* 1991)

              3. Monica Leo (* 1944)

          3. Paul Hensel (1860–1930), Philosoph; 1. Ehefrau: Käthe Rosenhayn (1861–1910); 2. Ehefrau: Elisabeth Nelson, geb. Schemmann (1884–1954)
            1. Bruno Hensel (1899–1945)
            2. Fanny Kistner-Hensel, geb. Hensel (1918–2006), Cembalistin, Musikpädagogin und Komponistin
            3. Cécile Lowenthal-Hensel, geb. Hensel (1923–2012), Historikerin

          4. Kurt Hensel (1861–1941), Mathematiker; Ehefrau: Gertrud Hahn
            1. Ruth Therese Hensel (* 1888); Ehemann: Franz Haymann (1874–1947), Jura-Professor
              1. Roland Haymann
              2. Ilse Haymann
              3. Walter Hayman (1926–2020), Mathematiker; 1. Ehefrau: Margaret Riley Crann (1923–1994), Mathematikerin; 2. Ehefrau: Waficka al-Katifi († 2001), Mathematikerin; 3. Ehefrau: Marie Jennings
                1. Daphne Wassermann (* 1949), geb. Hayman; Ehemann: Simon Wassermann
                  1. Charlotte Wassermann
                  2. Ruth Wassermann

                2. Carolyn Hayman OBE (* 1951), Filmproduzentin, Schriftstellerin, Mitbegründerin von Peace Direct; Ehemann: Peter Bury
                  1. Francesca Bury
                  2. Eleanor Bury

                3. Gillian Sheila Hayman (* 1956), Regisseurin, Journalistin und Übersetzerin; Ehemann: Patrick Uden (Regisseur)
                  1. Frank Hayman Uden
                  2. Dorothy Hayman Uden

            2. Lili Hensel (* 1889)
            3. Marie Schenk, geb. Hensel (* 1890); 1. Ehemann: Gerhard Gunther; 2. Ehemann: Hans Schenk
            4. Albert Hensel (1895–1933), Jurist; Ehefrau: Marieluise Flothmann (1894–1942)
              1. Kurt Hensel
              2. Martin Hensel

            5. Charlotte Bergengruen, geb. Hensel (1896–1990); Ehemann: Werner Bergengruen (1892–1964), Schriftsteller
              1. Luise Hackelsberger, geb. Bergengruen (* 1924)
              2. Maria Schütze-Bergengruen, geb. Bergengruen (* 1928)
              3. Alexander Bergengruen (* 1930)
                1. Maximilian Bergengruen (* 1971)

          5. Lili du Bois-Reymond, geb. Hensel (1864–1948), Schriftstellerin; Ehemann: Alard du Bois-Reymond (1860–1922), Elektroingenieur und Patentanwalt
            1. Leah du Bois-Reymond (* 1899); Ehemann: Erwin Horwitz (1894–1982), Pfarrer
              1. Else-Maria Lackmann, geb. Horwitz (1923–2012); Ehemann: Max Lackmann (1910–2000), Pfarrer
                1. Thomas Lackmann (* 1954), Publizist

      2. Felix Mendelssohn Bartholdy (1809–1847), Komponist; Ehefrau: Cécile Jeanrenaud (1817–1853)
        1. Carl Mendelssohn Bartholdy (1838–1897), Historiker; 1. Ehefrau: Bertha Eissenhardt (1848–1870); 2. Ehefrau: Mathilde von Merkl (1848–1937)
          1. Cécile von Mendelssohn Bartholdy, geb. Mendelssohn Bartholdy (1870–1943); Ehemann: Otto von Mendelssohn Bartholdy (1868–1949), Bankier – siehe unten
          2. Albrecht Mendelssohn Bartholdy (1874–1936), Jurist; Ehefrau: Dora Wach († 1949)

        2. Marie Benecke, geb. Mendelssohn Bartholdy (1839–1897); Ehemann: Victor Benecke (1831–1908)
        3. Paul Mendelssohn Bartholdy (1841–1880), Chemiker; 1. Ehefrau: Else Oppenheim (1844–1868); 2. Ehefrau: Enole Oppenheim (1855–1939)
          1. Otto von Mendelssohn Bartholdy (1868–1949), Bankier; Ehefrau: Cécile Mendelssohn Bartholdy (1870–1943) – siehe oben
            1. Hugo von Mendelssohn Bartholdy (1894–1975)
            2. Cécile Grafström, geb. von Mendelssohn Bartholdy, gesch. Oppenheim (1898–1995); 1. Ehemann; Benoit Oppenheim d. J. (1876–1934), Jurist; 2. Ehemann: Gillis Grafström (1893–1938), Eiskunstläufer und Architekt
              1. Louise Wriedt, geb. Oppenheim, gesch. Zielensk (1922–2013)
              2. Vera Schieckel, geb. Oppenheim (1923–2024)

          2. Cécile Gilbert, geb. Mendelssohn Bartholdy (1874–1923); Ehemann: William Gilbert (1860–1906)
            1. Felix Gilbert (1905–1991), Historiker

          3. Ludwig Mendelssohn Bartholdy (1878–1918), Bankdirektor; Ehefrau: Edith Mendelssohn Bartholdy (1882–1969), Sozial- und Kulturpolitikerin
          4. Paul Mendelssohn Bartholdy (1879–1956), Chemiker; Ehefrau: Johanna Nauheim (1891–1948)
            1. Cécile Stheeman, geb. Mendelssohn Bartholdy (* 1933)

        4. Felix Mendelssohn Bartholdy (1843–1850)
        5. Elisabeth Wach, gen. Lili, geb. Mendelssohn Bartholdy (1845–1910); Ehemann: Adolf Wach
          1. Felix Wach (1871–1943), Staatsbeamter; Ehefrau: Käthe von Mendelssohn-Bartholdy – siehe oben
            1. Joachim Wach (1898–1955), Religionswissenschaftler und Soziologe

          2. Hugo Wach (1872–1939), Architekt
          3. Dorothea Mendelssohn Bartholdy, geb. Wach (1875–1949); Ehemann: Albrecht Mendelssohn Bartholdy

      3. Rebecka Dirichlet, geb. Mendelssohn Bartholdy (1811–1858); Ehemann: Peter Gustav Lejeune Dirichlet (1805–1859), Mathematiker
        1. Walter Arnold Abraham Lejeune Dirichlet (1833–1887), Gutsbesitzer und Mitglied des Deutschen Reichstags; Ehefrau: Anna Caroline Louise Sachs
        2. Ernst Gustav Paul Lejeune Dirichlet (1840–1868)
        3. Flora Baum, geb. Dirichlet (1845–1912); Ehemann: Wilhelm Baum (1836–1896), Mediziner
          1. Marie Baum (1874–1964), Sozialpolitikerin

      4. Paul Mendelssohn-Bartholdy (1812–1874), Bankier; Ehefrau: Albertine Heine (1814–1879) aus der Berliner Bankiersfamilie Heine
        1. Pauline Mendelssohn-Bartholdy (1844–1863)
        2. Katharine Mendelssohn-Bartholdy (1846–1906)
        3. Ernst von Mendelssohn-Bartholdy (1846–1909), Bankier; Ehefrau: Marie Warschauer (1855–1906), Enkelin von Alexander Mendelssohn
          1. Paul von Mendelssohn-Bartholdy (1875–1935), Bankier; 1. Ehefrau: Charlotte Reichenheim (1877–1961), 2. Ehefrau: Elsa Lucy von Lavergne-Péguilhen (1899–1986)
          2. Katharine Wach, geb. von Mendelssohn-Bartholdy (1876–1943); Ehemann: Felix Wach, Verwaltungsbeamter
          3. Charlotte Hallin, geb. von Mendelssohn-Bartholdy (1878–1961); Ehemann: Eric Hallin, schwedischer Kabinettskammerherr
          4. Enole von Schwerin, geb. von Mendelssohn-Bartholdy (1879–1947); Ehemann: Albert von Schwerin (1870–1956), Jurist und Landwirt
            1. Hans-Bone von Schwerin (1898–1965); Ehefrau: Herta von Elbe (1901–1989)
              1. Erckhinger von Schwerin (1922–1951)
              2. Gerda von Schwerin (1924–1989); Ehemann: Richard Schleier (1913)
              3. Manfred von Schwerin (1925–1944)
              4. Bernhard von Schwerin (1930–1990); Ehefrau: Ruth Braun (1932–1996)

            2. Wolfgang von Schwerin (1899–1918)
            3. Dorothea von Schwerin (1903–1974); Ehemann: Wilhelm Eckardt (1903–1963)
            4. Erckhinger von Schwerin (1906–1979), Jurist; Ehefrau: Dorothee von Simson (1910–1998), eine Tochter des Juristen Ernst von Simson
            5. Rolf von Schwerin (1907–1988); Ehefrau: Elisabeth Gass (1909–1988)
            6. Cordula von Schwerin (1917–2003); Ehemann: Eiler Hammer (1889–1983)
            7. Jürgen von Schwerin (1919–1976); Ehefrau: Barbara (Babette) Schroth (1926–2007)

          5. Marie Busch, geb. von Mendelssohn-Bartholdy (1881–1970); Ehemann: Felix Busch (1871–1938), Staatsbeamter
            1. Dorothea Schramm, geb. Busch, gesch. Schoeps (1915–1996); 1. Ehemann: Hans-Joachim Schoeps (1909–1980), Religionsphilosoph, 2. Ehemann: Werner Schramm (1910–1983), Schauspieler
              1. Julius H. Schoeps (* 1942), Historiker
              2. Manfred Schoeps (* 1944), Unternehmer

          6. Alexander von Mendelssohn-Bartholdy (1889–1917), Landwirt

        4. Gotthold Mendelssohn-Bartholdy (1848–1903), Landwirt; Ehefrau: Pauline Henriette Auguste Else Wentz
          1. Ernst Mendelssohn-Bartholdy (1875–1915)
          2. Edith Neigel, geb. Mendelssohn-Bartholdy (* 1876); Ehemann: Wilhelm Neigel
          3. Gustav Mendelssohn-Bartholdy (* 1877); Ehefrau: Elisa Hafenreffer
          4. Fanny Raithel, geb. Mendelssohn-Bartholdy (* 1879); Ehemann: Ernst Raithel
          5. Herbert Mendelssohn-Bartholdy, Dr.mus.&philos.; Ehefrau: Léonie Langen
          6. Rudolph Mendelssohn-Bartholdy (* 1881); Ehefrau: Georgine Scholl
          7. Emma Mendelssohn-Bartholdy (1883–1914)
          8. Else Mendelssohn-Bartholdy († 1885)
          9. Beatus Mendelssohn-Bartholdy (1888–1888)
          10. Martha Mendelssohn-Bartholdy (1889–1965), Malerin
          11. Paula de Ridder, geb. Mendelssohn-Bartholdy (* 1892); Ehemann: Alard de Ridder

        5. Freifrau Fanny von Richthofen, geb. Mendelssohn-Bartholdy (1851–1924); Ehemann: Freiherr Eugen von Richthofen (1835–1877), Offizier
          1. Paula Siemerling, geb. Freiin von Richthofen (1873–1960); Ehemann: Ernst Siemerling (1857–1931), Mediziner
          2. Käthe von Elbe, geb. Freiin von Richthofen (1876–1962); Ehemann: Kurt von Elbe (1871–1957), Jurist und Landrat
            1. Joachim von Elbe (1902–2000), Jurist

    9. Susgen Mendelssohn (* 1778), jung verstorben
    10. Nathan Mendelssohn (1781–1852), Instrumentenbauer; Ehefrau: Henriette Itzig (1781–1845)
      1. Arnold Mendelssohn (1817–1854), Arzt
      2. Ottilie Mendelssohn (1819–1848); Ehemann: Ernst Eduard Kummer, Mathematiker
      3. Wilhelm Mendelssohn (1821–1866), Maschinenbauer; Ehefrau: Aimée Cauer
        1. Arnold Mendelssohn (1855–1933), Komponist; Ehefrau: Maria Helene Louise Cauer
          1. Wilhelm Mendelssohn (1886–1890)
          2. Helene Mendelssohn (1888–1888)
          3. Karl Mendelssohn (1889–1898)
          4. Dorothea Mendelssohn (* 1890)

        2. Bertha Mendelssohn (1857–1901)
        3. Ottilie Mendelssohn (1859–1929)
        4. Marie Mendelssohn (1860–1937)
        5. Louise Mendelssohn (1863–1923)

### Monografien
- Rudolf Elvers, Hans-Günter Klein: Die Mendelssohns in Berlin. Eine Familie und ihre Stadt. Ausstellung des Mendelssohn-Archivs der Staatsbibliothek PK 1984. Berlin 1984.
- Sebastian Hensel: Die Familie Mendelssohn 1729–1847. Nach Briefen und Tagebüchern. 15. Auflage. Berlin. Digitalisat
- Hans-Günter Klein: Die Familie Mendelssohn: Stammbaum von Moses Mendelssohn bis zur siebenten Generation. CD-ROM Ausgabe. Berlin 2007.
- Hans-Günter Klein: Die Familie Mendelssohn. Stammbaum von Moses Mendelssohn bis zur siebenten Generation, zusammengestellt auf der Grundlage der Erhebungen von Richard Wolff. 2., korrigierte und erweiterte Auflage. Berlin 2007.
- Hans-Günter Klein (Hrsg.): Fanny Hensel – Briefe aus Venedig und Neapel an ihre Familie in Berlin 1839/40. Wiesbaden 2004.
- Hans-Günter Klein (Hrsg.): Fanny Hensel – Briefe aus Rom an ihre Familie in Berlin 1839/40. Wiesbaden 2002.
- Eckart Kleßmann: Die Mendelssohns – Bilder aus einer deutschen Familie. Insel Verlag. Frankfurt am Main 1993, ISBN 3-458-33223-5.
- Thomas Lackmann: Das Glück der Mendelssohns – Geschichte einer deutschen Familie. 1. Auflage. Aufbau-Verlag, Berlin 2005, ISBN 3-351-02600-5.
- Thomas Lackmann: Die Familie Mendelssohn und ihre Gräber vor dem Halleschen Tor. zweisprachiger Katalog (deutsch und englisch) zu einer gleichnamigen Dauerausstellung auf dem Dreifaltigkeitsfriedhof I, Hrsg.: Evangelischer Friedhofsverband Berlin Stadtmitte und Mendelssohn-Gesellschaft e. V., Nicolaische Verlagsbuchhandlung, Berlin 2014, ISBN 978-3-89479-903-8.
- Julius H. Schoeps: Das Erbe der Mendelssohns. Biographie einer Familie. S. Fischer Verlag Frankfurt am Main 2009, ISBN 978-3-10-073606-2.
- Rosemarie Bodenheimer: Mendelssohn & Co.: A Fictive Memoir. Quanah : Anaphora Literary Press, 2018

### Lexikoneintrag
- Cécile Lowenthal-Hensel: Mendelssohn. In: Neue Deutsche Biographie (NDB). Band 17, Duncker & Humblot, Berlin 1994, ISBN 3-428-00198-2, S. 44–46 (Digitalisat).

### Schriftenreihen
- Cécile Lowenthal-Hensel, Rudolf Elvers, Hans-Günter Klein und Christoph Schulte (Hrsg.): Mendelssohn-Studien; Berlin 1972 bis Hannover 2007.

## Mit der Familie Mendelssohn verbundene Organisationen und Preise
- Bankhaus Mendelssohn & Co.
- Geschwister-Mendelssohn-Medaille
- Mendelssohn-Gesellschaft
- Mendelssohn Kammer Chor Berlin
- Mendelssohn-Preis
- Moses Mendelssohn Medaille
- Mendelssohn-Stipendium
- Moses-Mendelssohn-Preis
- Moses Mendelssohn Zentrum für europäisch-jüdische Studien